# Urquiola
| \| Urquiola \| Lieu du naufrage de l'Urquiola |
| Urquiola                                      |

L’Urquiola était un pétrolier, dont le naufrage est survenu le 12 mai 1976, à la suite d'une violente explosion à l'entrée du port de La Corogne. Construit en Espagne en 1972, il avait une capacité de 111 225 tonnes.
Le capitaine est mort dans l'explosion. Environ 100 000 tonnes de pétrole brut ont brûlé dans l'incendie qui a suivi, et 200 km de côtes ont été touchées.
Ce fut l'un des trois principales marées-noires en Espagne, suivi par le célèbre naufrage de l’Aegean Sea (en), et du pétrolier le Prestige, le plus récent (2002), le plus pollueur, et le plus célèbre des trois.

## Causes et chronologie de l'accident
La cause du naufrage est la rupture de la coque sur une aiguille rocheuse isolée et jusque là non cartographiée situé dans le chenal nord d'entrée de la Corogne (à l'époque réputé sûr pour des navires jusqu'à 22 mètres de tirant d'eau).
L'Urquiola en calait seulement 17 au moment de l'accident mais un facteur aggravant était l'heure d'entrée au port , correspondant à la marée basse en période de vives-eaux (configuration la plus défavorable) et il fut établi par la suite que l'aiguille rocheuse non cartographiée était recouverte de seulement 11 m d'eau au moment de l'échouage. L'accident était survenu quelques minutes avant l'heure prévue de la prise du pilote local et des remorqueurs chargés d'assister le navire pour négocier l'entrée du port. Une tentative de déséchouage (sur ordre de la direction du port) ne fit qu'aggraver la situation. La proue du navire avait été irrémédiablement défoncée avec plusieurs citernes en communication avec la mer tandis que la poupe flottait librement, imposant des efforts démesurés à la structure de la coque, Le capitaine Castelo, un professionnel compétent, fit évacuer le navire qui risquait une explosion (le pétrole brut léger de sa cargaison était volatil et pouvait détoner avec de l'air comme comburant) . Castelo resta à bord avec le pilote en attendant une autre tentative de déséchouage par des remorqueurs plus puissants.À 13 h 53 il y eut une énorme explosion suivie d'un incendie (le cadavre brûlé du capitaine Castelo fut repêché plusieurs jours après). Miraculeusement le pilote qui s'était jeté à l'eau survécut après avoir nagé plusieurs heures . L'incendie mit fort longtemps à être maîtrisé et on ne put pomper que 7700 tonnes de pétrole dans l'épave.

## Sauvetage de la partie arrière du navire
Bien que les superstructures de l'Urquiola aient souffert de l'incendie, la partie arrière de la coque, et en particulier sa salle des machines, étaient restées relativement intactes et furent récupérées pour créer un nouveau navire, un vraquier qui sous pavillon espagnol porta plusieurs noms (Urduliz, puis Castillo de Quermenso). Sa carrière fut globalement heureuse et profitable, excepté un incident célèbre où, à l'ancre dans un port américain, il fut abordé par le porte-avions USS Dwight D. Eisenhower qui sortit de l'abordage avec des dégâts extrêmement coûteux (plusieurs millions de dollars), le commandant du porte-avions le payant de sa carrière. L'Urduliz ne souffrit que de dégâts limités (320 000 dollars de réparation plus 340 000 d'indemnisations pour pertes d'exploitation). Le Castillo de Quermenso, ex Urduliz, ex Urquiola fut finalement démoli au Bangladesh en 2002.